# Kuyu
Kuyu (en oromo : Kuyyuu) est un woreda du centre de l'Éthiopie situé dans la zone Nord Shewa de la région Oromia. Il a 121 052 habitants en 2007. Gebre Guracha est sa prinicipale agglomération et son centre administratif.
Située dans le nord du woreda, la ville de Gebre Guracha se trouve environ 40 km à l'ouest de Fitche (ou Fiche).
Le woreda s'étend vers le sud et l'ouest jusqu'à la rivière Muger.
|                   | Wara Jarso | Hidabu Abote |
| Abuna Ginde Beret | Kuyu       | Degem        |
|                   | Meta Robi  | Adda Berga   |

Le recensement national de 2007 fait état d'une population de 121 052 habitants dans le woreda dont 16 % de citadins qui sont les 19 872 habitants de Gebre Guracha.
La plupart des habitants (93 %) sont orthodoxes, 6 % sont protestants et 1 % sont de religions traditionnelles africaines.
En 2022, la population du woreda est estimée à 182 683 personnes avec une densité de population de 192 personnes par km2 et 951 km2 de superficie.